# Inga Ikauniece
Inga Pūliņa Ikauniece (Riga, 23 de maio de 1979) é uma ex-jogadora de voleibol de praia, que foi medalhista de ouro no Campeonato Europeu Sub-23 de 1999 na Grécia e medalhista de prata em 2000 em San Marino.

## Carreira
No ano de 1999 forma dupla com Inguna Minusa e disputam o Campeonato Europeu de Voleibol de Praia Sub-23 em Schinias e obtiveram a medalha de ouro e conquistaram a medalha de prata no Campeonato Europeu de Voleibol de Praia Sub-23 de 2000 em San Marino.